# پتر کوبا
پتر کوبا (چکی: Petr Kouba؛ زادهٔ ۲۸ ژانویهٔ ۱۹۶۹) بازیکن فوتبال اهل جمهوری چک بود.
از باشگاه‌هایی که در آن بازی کرده‌است می‌توان به باشگاه فوتبال ویکتوریا ژیژکوف، باشگاه فوتبال بوهمیانس ۱۹۰۵، باشگاه فوتبال کایزرسلاوترن، باشگاه فوتبال باومیت یابلونتس، باشگاه فوتبال اسپارتا پراگ، و باشگاه فوتبال دپورتیوو لاکرونیا اشاره کرد.
وی همچنین در تیم‌های ملی فوتبال چکسلواکی و جمهوری چک بازی کرده‌است.